# موريس فوربس
موريس فوربس هو لاعب كرة القدم الكندية كندي، ولد في 9 سبتمبر 1987 في تورونتو في كندا.